# Dituabanza Nsumbu
Belmond Dituabanza Nsumbu (Kinshasa, 31 gennaio 1982) è un ex calciatore congolese (Repubblica Democratica del Congo), di ruolo difensore.

## Carriera

### Club
Ha giocato nei campionati congolese e tedesco.

### Nazionale
Ha esordito in nazionale nel 2004 ed ha partecipato alla Coppa d'Africa nel 2006.